# Лава, Хосе
Хосе Бальтазар Лава (англ. José Lava; 1912—2000) — деятель коммунистического движения Филиппин, генеральный секретарь Коммунистической партии Филиппин (май 1948 — октябрь 1950), юрист.

## Биография
Представитель известной семьи землевладельцев Булакана. Брат Хесуса Лава.
В середине 1940-х гг. стал одним из лидеров компартии, в мае 1948 года — генеральным секретарём ЦК компартии Филиппин. В октябре 1950 года был арестован. В мае 1951 года приговорён к пожизненному заключению. На суде выступил с большой речью в защиту коммунистической идеологии и политики.
Следующие два десятилетия провёл в тюрьме и ещё два десятилетия — в изгнании в Праге (Чехословакия).
Автор работ о коммунистическом движении на Филиппинах (размноженных на ротаторе): «Основные вехи в истории коммунистической партии Филиппин», «Двадцать лет борьбы компартии Филиппин», «Общие принципы стратегии и тактики», «О причинах и путях общественной борьбы на Филиппинах» (обзор истории национально-освободительного движения с 1896 по 1950) и др.

## Источник
- Лава, Хосе — статья из Большой советской энциклопедии.
- Советская историческая энциклопедия. — М.: Советская энциклопедия . Под ред. Е. М. Жукова. 1973—1982.